# Cyryl Sielecki
Cyryl Sielecki (ukr.: Кири́ло Селе́цький, Kyryło Sełećkyj, Cyryl Sełecki; ur. 29 kwietnia 1835 w Podbużu, zm. 28 kwietnia 1918 w Żużlu) – kapłan greckokatolickiej diecezji przemyskiej, ukraiński działacz społeczny i oświatowy, założyciel zgromadzeń zakonnych: Służebnic Niepokalanej Panny Maryi i Sióstr św. Józefa Oblubieńca NMP. Uznawany za sługę Bożego.

## Życiorys
Cyryl Sielecki urodził się w Podbużu, na terenie Galicji. Pochodził z rodziny o szlacheckich korzeniach. Jego ojciec, Michał, był nauczycielem, a matka, Joanna, opiekowała się dziećmi. Do 1843 rodzina Sieleckich mieszkała w Samborze, gdzie Cyryl ukończył szkołę podstawową i gimnazjum oraz zrobił maturę. Następnie wstąpił do Seminarium Generalnego we Lwowie (tym samym rozpoczął studia teologiczne na Uniwersytecie Lwowskim). Po trzech latach pobytu we Lwowie znalazł się w seminarium w Przemyślu. Po ukończeniu seminarium poślubił Emilię, córkę księdza greckokatolickiego Mikołaja Iwasiwki. Po sześciu latach wspólnego życia żona Cyryla Sieleckiego zmarła, pozostawiając męża z dwiema córkami. Starsza zmarła wkrótce potem po ciężkiej chorobie, a młodsza wychowywała się u sióstr bazylianek w Jaworowie.
8 stycznia 1860 r. Cyryl Sielecki otrzymał święcenia kapłańskie z rąk biskupa przemyskiego Grzegorza Jachimowicza. Przez 14 lat nie otrzymał parafii i żył bardzo skromnie. Był wikariuszem i administratorem w Starej Soli, Biliczu Górnym, Miłkowie, Lubaczowie i Jaworowie. Wreszcie w 1874 roku został proboszczem we wsiach Żużel (dziś Żużelany) i Cebłów. W obu parafiach zastał znaczne zaniedbania, których naprawieniu poświęcił resztę swojego życia.
Jako proboszcz swoją działalność rozpoczął od odnowy życia religijnego powierzonych mu parafian. Zakończył budowę cerkwi w Żużlu, dbał o wyposażenie cerkwi w Cebłowie, dużą wagą przywiązywał do wystroju obu świątyń. Jego działania znalazły uznanie w oczach bpa Konstantyna Czechowicza podczas wizytacji kanonicznej w parafii Żużel i Cebłów 25 maja 1905 r.
Czynnie włączył się w akcję walki z plagą alkoholizmu w galicyjskich wsiach, którą za przykładem Kościoła łacińskiego podjął Kościół greckokatolicki. We współpracy z miejscową inteligencją organizował bractwa trzeźwości. Troszczył się również o podniesienie poziomu oświaty - zakładał czytelnie, współpracował z Towarzystwem „Proswita”, tłumaczył katechizm na język ukraiński. W celu poprawy sytuacji materialnej parafian założył Towarzystwo Jana Miłościwego, którego członkowie zobowiązywali się do niesienia pomocy wdowom, sierotom i osobom samotnym na terenie parafii. Z inicjatywy Sieleckiego 19 listopada 1893 r. w Żużlu powstała ochronka, którą uznaje się za pierwszą w Galicji ochronkę dla ukraińskich dzieci.
W swojej działalności społecznej ksiądz współpracował także z miejscowym polskim ziemiaństwem. Szczególnie mocno związany był ze Stanisławem Antonim Potockim, którego poznał jako kapłan w Miłkowie. Potocki miał folwark w Oleszycach i razem z Sieleckim walczył z pijaństwem i analfabetyzmem na wsi. Wspólnie zakładali towarzystwa rzemieślnicze i zarobkowe. Anna Potocka w swoich pamiętnikach nazwała ks. Sieleckiego przyjacielem rodziny. Sielecki korzystał także z doświadczeń duchownych rzymskokatolickich, np. Edmund Bojanowskiego, założyciela Zgromadzenia Sióstr Służebniczek Najświętszej Maryi Panny Niepokalanie Poczętej, na którego regule Sielecki wraz z o. J. Łomnickim oparli statut Zgromadzenia Sióstr Służebnic Niepokalanej Panny Maryi, którego pierwszy dom zakonny rozpoczął działalność w Żużelanach 27 sierpnia 1892 pod opieką i przy materialnym wsparciu miejscowego proboszcza.
Ostatnie 10 lat życia poświęcił nowemu zgromadzeniu – sióstr św. Józefa Oblubieńca NMP.
Za swoją wielostronną działalność religijną i społeczną został uhonorowany tytułem papieskiego szambelana i Orderem Franciszka Józefa (8 VIII 1910).

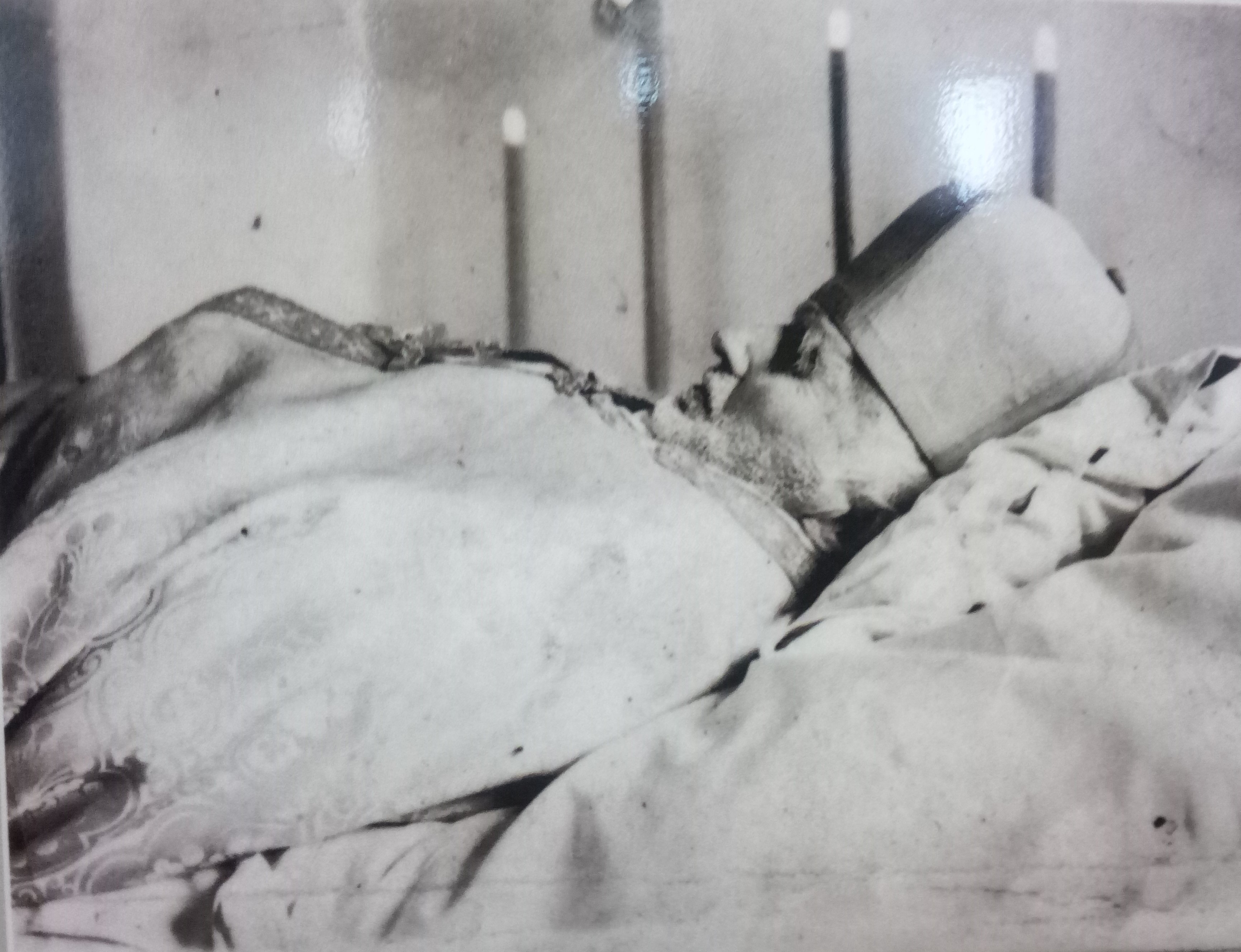
o. Cyryl Sielecki, foto: Irena Drozd